# Ordine onorario della Palma
L'Ordine onorario della Palma è un Ordine cavalleresco del Suriname.

## Storia
L'Ordine è stato istituito nel 1975 per sostituire l'Ordine di Orange-Nassau.

## Classi
L'Ordine è suddiviso nelle seguenti classi di benemerenza:
- Gran Cordone
- Grand'Ufficiale
- Commendatore
- Ufficiale
- Cavaliere
- Medaglia Onoraria in Argento
- Medaglia Onoraria in Oro

L'Ordine dispone di due divisione una militare l'altra civile, la divisione militare si caratterizza per la presenza di due spade incrociate sulle insegne.

## Insegne
- Il nastro è verde con una fascia bianca centrale.

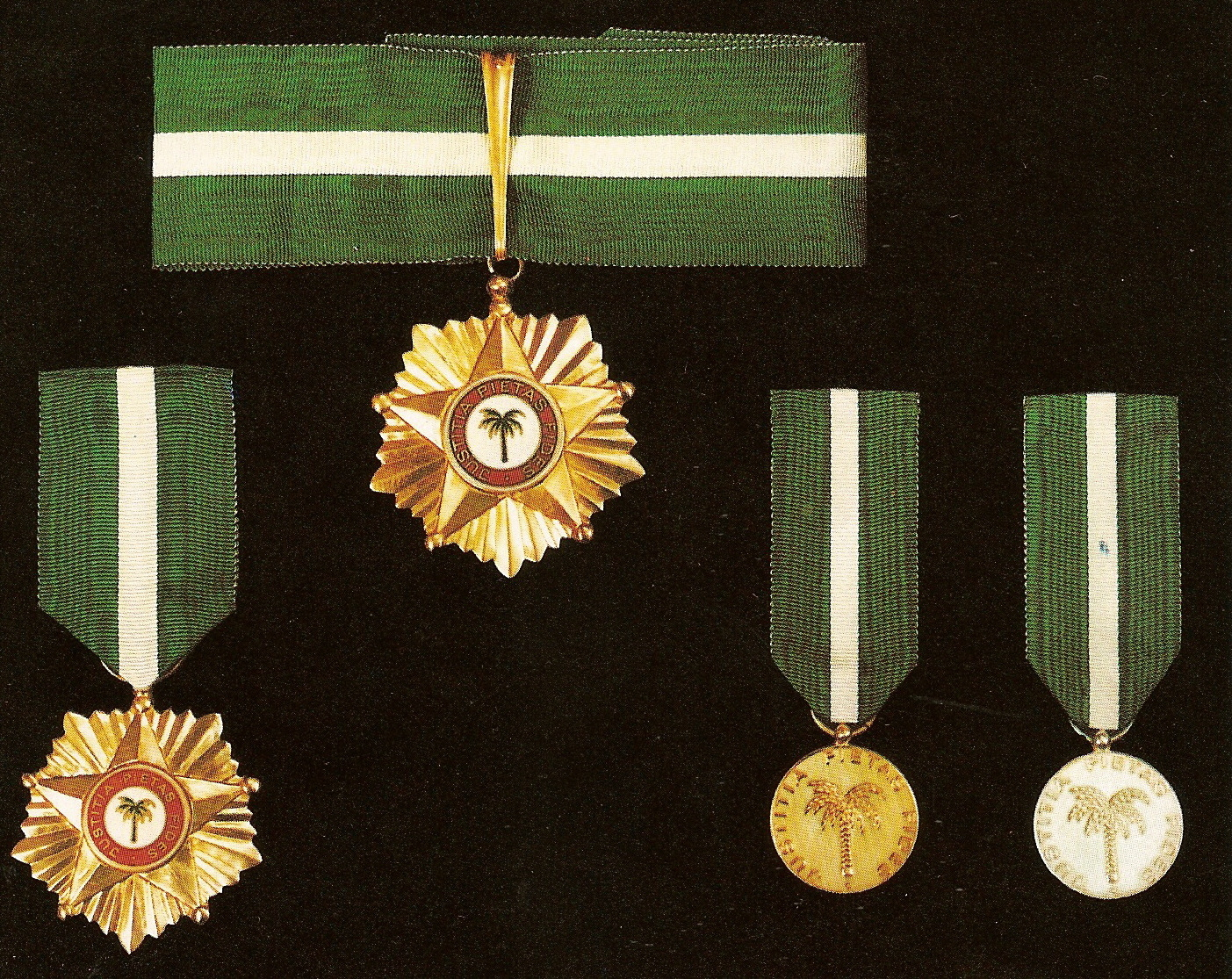
Insegne dell'Ordine